# George Bennett (ciclista)
George Bennett (nascido em 7 de abril de 1990, em Nelson) é um ciclista profissional neozelandês, que atualmente compete para a equipe LottoNL-Jumbo. Representou seu país nos Jogos Olímpicos de Verão de 2016.